# Newbourne
Newbourne is een civil parish in het bestuurlijke gebied Suffolk Coastal, in het Engelse graafschap Suffolk met 280 inwoners.

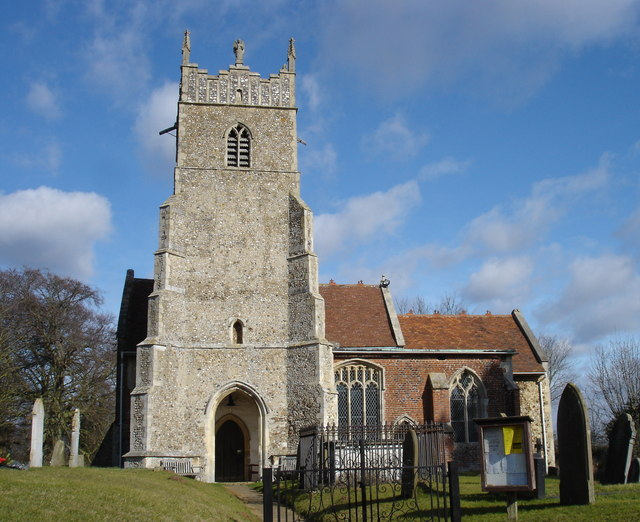
Kerk van St Mary
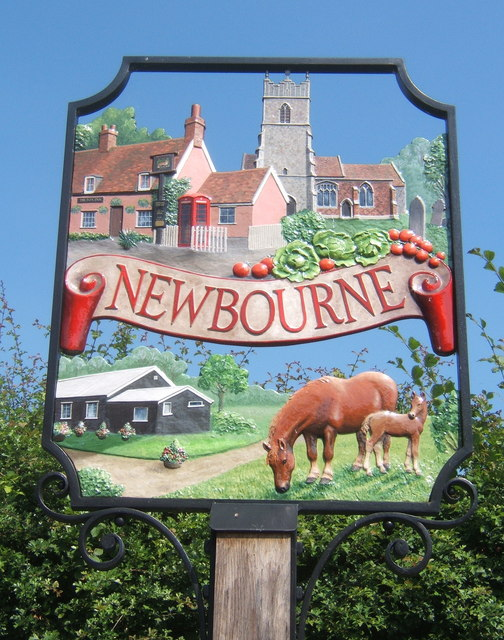
Newbourne